# Anno 2118: progetto X
Anno 2118: progetto X è un film di fantascienza del 1968, diretto da William Castle e interpretato da Christopher George, Greta Baldwin, Henry Jones, Harold Gould e Monte Markham. La sceneggiatura, scritta da Edmund Morris, è liberamente ispirata al romanzo del 1965 The Artificial Man di L. P. Davies.

## Trama
(Dottor Crowther al colonnello Holt)
Anno 2118: il clima geopolitico della terra è cambiato significativamente nel corso degli anni. Il mondo è diviso in due blocchi contrapposti, quello occidentale e quello sinoasiatico. La sovrappopolazione è un problema incombente. Hagan Arnold è una spia occidentale. Di ritorno da una missione nella Sinoasia, riesce a lanciare da bordo del suo aereo un drammatico messaggio ai suoi superiori nel quale avverte che "L'Occidente sarà distrutto entro quattordici giorni", per poi cadere in uno stato di incoscienza provocato dagli effetti di un farmaco antitortura che annulla la memoria. Hagan Arnold viene recuperato dallo Stato Maggiore occidentale e messo in sospensione criogenica, in attesa di escogitare un metodo per conoscere l'effettiva consistenza del paventato pericolo. A tal scopo, gli scienziati occidentali ricorrono all'utilizzo di un dispositivo olografico di lettura della memoria che può vedere dentro la mente di Hagan mentre dorme. Gli scienziati inoltre creano un'elaborata rievocazione storica degli anni sessanta (Hagan ha infatti una laurea in storia su questo decennio tumultuoso) come mezzo per creare un ambiente fittizio che possa far emergere le informazioni celate nella mente dell'ignaro Hagan. Per mantenere bassi i suoi sospetti relativamente alla ricostruzione del periodo storico, gli scienziati creano una matrice di personalità ad-hoc da impiantare nella sua mente. Egli è portato a credere di essere un criminale, nascosto in una fattoria da cui non può andarsene per non essere arrestato.
Mentre i giorni passano e il termine dei quattordici giorni si avvicina, Hagan entra in contatto con una giovane operaia futuristica di nome Karen Summers, la cui presenza rischia di creare qualche errore anacronistico con la rievocazione storica dove egli si trova. Un cecchino invisibile spaventa la ragazza, lasciando Hagen sospettoso, ma senza per il momento intaccare la sua fiducia in merito alla realtà che egli sta vivendo. Il governo trova e detiene Karen, ma la tensione aumenta in quanto non solo Hagan non ha ancora rivelato il segreto di cui hanno bisogno, ma un altro agente, il cecchino invisibile, un uomo conosciuto come Gregory Gallea, entra nella scena nel tentativo di persuadere i ricordi di Hagan. La sua intenzione è di ottenere le preziose informazioni allo scopo di tradire l’Occidente. Anche Gallea è stato una spia occidentale, scomparso da due anni e ritenuto morto, presumibilmente ucciso in azione. Fu Gallea che aiutò Hagan a fuggire dalla Sinoasia.
La visualizzazione della memoria tramite il dispositivo olografico scatena in Hagan una forza mentale. Tale forza sviluppa una propria componente dinamica in grado di uccidere Gallea in una spettacolare e turbinosa telecinesi. La sua morte diventa però la chiave che gli scienziati occidentali stavano cercando. Essi estraggono il cervello di Gallea dal suo corpo, e, mantenendolo in vita all'interno di un apposito dispositivo, eseguono su di esso lo stesso esercizio di lettura della memoria tramite ologrammi come fatto con Hagan. I ricordi di Gallea mostrano finalmente il piano sinoasiatico per distruggere l'Occidente: egli ha iniettato ad Hagan un mix di antiche malattie che, in quattordici giorni, lo avrebbero reso una bomba batteriologica vivente in grado di provocare morte e pestilenza in tutto l’Occidente, distruggendolo così in maniera efficace dal suo interno.
Lo scienziato principale, Crowther, ricorda che Hagan era rimasto in sospensione criogenica durante la maggior parte del periodo dei quattordici giorni, vi è così tempo a sufficienza per sviluppare un vaccino da distribuire alla popolazione e salvare così l’Occidente. Tutto ciò accade mentre Hagan è incosciente. Successivamente gli scienziati impiantano una terza identità in lui, in cui vive felicemente sposato con la bella Karen Sommers. Hagan si sveglia in un nuovo futuro luminoso e felice per lui, un uomo sposato a cui sarà consentito di avere due figli dalla sua nuova moglie.

## Critica
(Fantafilm)